# Amos Fiat
Pour les articles homonymes, voir Fiat (homonymie).
Amos Fiat (né en 1956) est un informaticien israélien, professeur de science informatique à l'université de Tel Aviv. Il est connu pour ses travaux en cryptographie, sur les algorithmes en ligne, et sur la théorie algorithmique des jeux.

## Biographie
Amos Fiat est né le 1er décembre 1956 à Haïfa, en Israël. Il a obtenu son doctorat en 1987 à l'Institut Weizmann sous la supervision d'Adi Shamir. Après des études postdoctorales auprès de Richard Karp et Manuel Blum à l'université de Californie à Berkeley, il est retourné en Israël, en prenant un poste de professeur à l'université de Tel Aviv.

## Recherches
La plupart des publications les plus citées de Fiat concernent la cryptographie, y compris son travail avec Adi Shamir sur les signatures numériques, menant à l'heuristique de Fiat-Shamir pour transformer des protocoles d'identification interactifs en modèles de signature, notamment le protocole d'authentification sans apport de connaissance (Zero-knowledge).
Elles concernent également son travail avec David Chaum et Moni Naor sur la monnaie électronique, utilisé comme base pour le système ecash (en).
Avec Shamir et Uriel Feige en 1988, Fiat a inventé le schéma d'identification Feige–Fiat–Shamir (en), une méthode pour utiliser la cryptographie à clé publique pour fournir l'authentification de réponse.
Avec Gerhard Woeginger, Fiat a organisé une série d'ateliers Dagstuhl sur l'analyse concurrentielle (en) des algorithmes en ligne, et en collaboration avec Woeginger il a édité le livre Online Algorithms: The State of the Art (Lecture Notes in Computer Science 1442, Springer-Verlag, 1998). Ses articles de recherche incluent des méthodes pour l'application de l'analyse concurrentielle pour la mémoire virtuelle paginée, le contrôle d'appel (en), la gestion des données et l'affectation de fichiers à des serveurs dans les systèmes de fichiers distribués.
L'intérêt de Fiat pour la théorie des jeux date de sa thèse de recherche, ce qui comprend l'analyse du jeu pour enfants de la bataille navale.
Il s'est inspiré du jeu Tetris dans le développement de nouveaux  algorithmes de séquençage de tâches ainsi que pour l'application de l'analyse concurrentielle pour la conception d'enchères en théorie des jeux.

## Prix et distinctions
En 2016, il est lauréat, conjointement avec Moni Naor, du Prix Paris-Kanellakis de l'Association for Computing Machinery. Il reçoit le prix EATCS en 2023.

## Publications
- avec Shamir : « How to prove yourself: practical solutions to identification and signature problems », Proceedings on Advances in cryptology—CRYPTO '86, 1987.
- avec Uriel Feige, Adi Shamir: « Zero-knowledge proofs of identity », Journal of Cryptology, vol 1, 1988, pp 77–94.
- avec Shamir: « How to find a battleship », Networks, vol 19, 1989, pp 361–371.
- avec Richard M. Karp, Michael Luby, Lyle A. McGeoch, Daniel D. Sleator, Neal E. Young: « Competitive paging algorithms », Journal of Algorithms, vol 12, 1991, pp 685–699.
- avec Baruch Awerbuch, Yir Bartal: « Competitive distributed file allocation », Proceedings of the Twenty-Fifth ACM Symposium on Theory of Computing (STOC '93), 1993, pp 164–173.
- avec Yair Bartal, Yuval Rabani: « Competitive algorithms for distributed data management », Journal of Computer and System Sciences, vol 51, 1995, pp 341–358.
- avec Gerhard Woeginger (éd.): « Online Algorithms: The State of the Art », Lecture notes in Computer Science 1442, Springer 1998.
- avec Andrew V. Goldberg, Jason D. Hartline, Anna R. Karlin : « Competitive generalized auctions », Proceedings of the Thirty-Fourth ACM Symposium on Theory of Computing (STOC '02), 2002, pp 72–78.